# Watermolen van Oerle
De Watermolen van Oerle was een watermolen die gestaan heeft in Oerle in de Nederlandse provincie Noord-Brabant. Hij fungeerde als korenmolen.
Deze molen is in de 12e eeuw gebouwd en lag op een omgeleide waterloop in de buurt van de huidige kerk van Oerle. Tussen 1981 en 1986 zijn daar opgravingen verricht waarbij brokken basaltlava, afkomstig van een molensteen, werden gevonden.
De molen behoorde waarschijnlijk tot de allodiale goederen van de familie Van Oerle, die omstreeks 1250 aan de Priorij van Postel verkocht werden.
Omstreeks 1290 zou de molen in oostelijke richting zijn verplaatst omdat er op de oorspronkelijke plaats te weinig stromend water was. De molen kwam op de Zonderwijkse Aa te staan. De verplaatsing werd mogelijk omdat de priorij omstreeks deze tijd ook de aangrenzende parochie Zonderwijk had verworven. In een document uit dit jaar wordt de watermolen voor het eerst vermeld.
Vermoedelijk was deze molen gelegen op het grenspunt van de voormalige gemeenten Oerle, Zeelst en Veldhoven en Meerveldhoven, alwaar in de straat een bronzen plaquette is aangebracht.
In 1332 verkreeg de Priorij van Postel het recht van molenban van Hertog Jan III van Brabant.
Omstreeks 1360 werd de watermolen door een windmolen vervangen. De laatste opvolger hiervan is in 1933 gesloopt.

## Locaties
- 1e plek: ±51° 25′ 17″ NB, 5° 22′ 8″ OL
- 2e plek: ±51° 25′ 8″ NB, 5° 23′ 18″ OL